# Střítež (Pelhřimov)
Střítež é uma comuna checa localizada na região de Vysočina, distrito de Pelhřimov.